# 望遠鏡類型列表
望遠鏡的分類有很多種方法，在主要的分類內，通常會依據專業、業餘、商業等再細分，而有許多種的類型。可以通過望遠鏡的光學設計，如折射望遠鏡進行分類；也可以依據他門所在的位置，例如太空望遠鏡來分類。一個主要的決定因素是光的類型，或是用於觀測粒子的設備，包括不能成像或使用可見光而被稱為"望遠鏡"。有些望遠鏡是依據它們執行的任務分類，例如：太陽望遠鏡是設計用來觀測太陽的，低成本和便於攜帶的杜布森望遠鏡，克服17世紀目鏡光學缺點的架空望遠鏡等等。

## 光學望遠鏡的類型表
光學望遠鏡可以依據主要的光學設計分成三類（反射、折射和複合式），並由細部設計或執行的任務再細分。它們有著各自的優點和缺點，並被專業和業餘領域中的天文學家使用著。
折射望遠鏡（屈光學）
- 消色差望遠鏡
  - 分離透鏡望遠鏡
- 高消色差的
- 雙筒望遠鏡
  - 觀劇鏡
- 單筒望遠鏡
- 非消色差
  - 伽利略望遠鏡
  - 克卜勒望遠鏡
    - 架空望遠鏡
- 超消色差
- 變焦氣體透鏡望遠鏡

反射望遠鏡（反射光學）
- 卡塞格林反射鏡
  - 達爾-奇克漢望遠鏡
  - 內氏望遠鏡
  - 里奇-克萊琴望遠鏡
- 格里望遠鏡
- 赫林望遠鏡
- 赫歇爾式望遠鏡
- 液體鏡面望遠鏡
- 牛頓望遠鏡
  - 杜布森望遠鏡
- 蒲芬德望遠鏡
- Schiefspiegler
- Stevick–Paul telescope
- 環形反射鏡/ Yolo望遠鏡

折反射望遠鏡
- 阿古諾夫-卡塞格林望遠鏡
- Catadioptric dialytes
- 克雷索夫-卡塞格林望遠鏡
- 盧利-霍頓望遠鏡
- 馬克蘇托夫望遠鏡
  - 馬克蘇托夫照相機
  - 馬克蘇托夫-卡塞格林望遠鏡
    - Gregory（Spot）Maksutov-Cassegrain telescope
    - Rutten Maksutov-Cassegrain telescope
    - Sub-aperture corrector Maksutov-Cassegrain telescope

  - 馬克蘇托夫-牛頓望遠鏡
- 修正達爾-奇克漢望遠鏡
- 施密特攝星儀
  - Baker-Nunn camera
  - Baker-Schmidt camera
  - Lensless Schmidt telescope
  - Mersenne-Schmidt camera
  - 施密特-卡塞格林望遠鏡
    - ACF施密特-卡塞格林望遠鏡（米德儀器）

  - 施密特-牛頓望遠鏡
  - 施密特-維薩拉攝星儀

依執行的任務分類
- 天體照相儀
- 尋彗鏡
- GoTo望遠鏡
- 繪圖望遠鏡
- 紅外線望遠鏡
- 子午儀
- 自動機望遠鏡（機器人望遠鏡）
- 太陽望遠鏡
- 太空望遠鏡
- 鑑識望遠鏡
- 槍型太陽望遠鏡（Sun Gun Telescope）
- 天頂儀

## 不可見光望遠鏡列表
- 大氣層契忍可夫望遠鏡是觀測伽瑪射線用
- 紅外線望遠鏡
- 電波望遠鏡
- 次毫米波望遠鏡（參見次毫米波天文學）
- 紫外線望遠鏡（參見紫外線天文學）
- X射線望遠鏡（參見X射线天文学）
  - 掠射望远镜
    - 沃爾特望遠鏡

## 廣譜望遠鏡列表
- 快速傅立葉變換望遠鏡

## 望遠鏡架台類型列表
光學和其他類型的望遠鏡會使用不同類型的架台安裝。
- 固定架台
- 中天架台
- 天頂架台
- 經緯儀
- 經緯儀
- 赤道儀
  - 赤道式平台
    - 庞塞特平台

  - 叉式赤道儀
  - 德式赤道儀
  - 旋門追蹤器（蘇格蘭架台）
  - 斯普林菲爾德架台
- 六軸架台
- 無限軸望遠鏡